# Brahmaea hearseyi
Die Art Brahmaea hearseyi ist ein Schmetterling aus der Familie der Brahmaspinner (Brahmaeidae). Sie kommt hauptsächlich in Regenwäldern Asiens vor.

## Merkmale
Die Art Brahmaea hearseyi erreicht eine Körperlänge von 60 Millimetern und eine Flügelspannweite von etwa 135 bis 145, seltener auch bis zu 200 Millimetern. Sie ist von samtgrauer Grundfarbe und mit vielen wellen- und zickzackförmigen Bändern gezeichnet, die von weiß über beigefarben und braun bis schwarz gefärbt sind. Am Hinterrand der Vorderflügel befindet sich ein großer Augenfleck. Äußerlich sind Männchen und Weibchen kaum zu unterscheiden. Anders als bei anderen Spinnern ist der Fühlerunterschied sehr gering.

## Entwicklung
Die halbrunden Eier sind nach unten abgeflacht, zunächst hellbeigefarben und später sehr dunkel werdend. Sowohl Eier als auch die Raupen benötigen relativ viel Feuchtigkeit, um sich zu entwickeln. Die Raupen schlüpfen nach etwa vier Tagen. Im mittleren Larvenstadium sind der Kopf, vorn vier und hinten drei Filamente, die Beine und Abdominalfüße schwarz gefärbt. Die Abdomenunterseite ist rötlich. Ventral ist jedes Segment schwarz umrandet. Anterolateral sind die Stigmata hellgelb gefärbt, dieses Gelb erstreckt sich auch dorsal über den ganzen Thorax. Dorsal sind auf dem weißlichen Abdomen beiderseits zwei schwarze Flecken zu erkennen.
Im letzten Stadium trägt die Raupe keine Filamente mehr. Sie ist dorsal hellgelb und ringförmig weiß gezeichnet. Auf der Oberfläche sind die Stigmata jedes Segments mit einer dreieckigen schwarzen Zeichnung umgeben, in ventraler Richtung gehen von dort orangegelbe und rosa Streifen ab. Ventral ist sie grünlichweiß gefärbt, und die schwarzen Abdominalfüße sind grünlichweiß beringt.
Bei Bedrohung richtet sich die Raupe vorn auf und zieht dabei den Kopf ein. Dem Feind wird der Thorax mit den Filamenten bzw. im letzten Stadium mit den Augenflecken entgegengestreckt und wild damit umhergeschlagen. In freier Wildbahn ernähren sich die sehr gefräßigen Raupen hauptsächlich von Liguster- (Ligustrum sp.), Eschen- (Fraxinus sp.) und Fliederblättern (Syringa sp.).
Bis zur Verpuppung erreichen die Raupen eine Körperlänge von etwa 120 bis 155 Millimetern. Zur Verpuppung graben sich die Raupen an geeigneter Stelle in feuchten Boden ein. Die schwarzen Puppen erreichen eine Körperlänge von 55 Millimetern und ein Gewicht von etwa 12,5 Gramm.
Nach etwa fünf bis sechs Wochen Verpuppung schlüpfen die Imagines. Auffällig ist der relativ kurze Rüssel, der fast nur Aufnahme von Flüssigkeiten zulässt. Dies lässt eine Lebensdauer von höchstens zwei Wochen erwarten.

## Verbreitung und Habitat
Brahmaea hearseyi ist vom Nordosthimalaya über Westchina, Burma und Sundaland bis auf die Philippinen verbreitet. Die Art konnte in den feuchten Bergwäldern Chinas und im Tieflandregenwald Borneos bis zu 1200 Meter über Normalhöhennull gefunden werden. Brahmaea celebica hingegen wurde eher in Bergwäldern auf Sulawesi angetroffen.

## Taxonomie und Nomenklatur
Aufgrund ihres Aussehens ist es kaum möglich, die Art Brahmaea hearseyi (White 1862) mit einer anderen Schmetterlingsart zu verwechseln. Die sulawesische Art Brahmaea celebica (Toxopeus 1939) hatte früher den taxonomischen Status einer Unterart von B. hearseyi, die auf Sulawesi eher seltener vorkommt. Erstere ist kleiner und hat weniger Bänder in der subbasalen und submarginalen Zone des Vorderflügels. Der blassere Sektor in der subapikalen Zone des Vorderflügels unterscheidet sich in Farbe und Kontrast nicht so stark wie bei B. hearseyi, bei der nur die Außenränder signifikant blass sind. Bei beiden ist diese blasse subapikale Zone konvex gezeichnet, nicht konkav wie bei Brahmaea wallichii (Gray 1831). Die Klappen der männlichen Genitalien von B. celebica sind distal am Sacculus dichter sklerotisiert. B. hearseyi hat eine deutlich erkennbare Einstülpung zwischen dem siebten und achten Sterniten, die bei B. celebica fehlt.
Die Typenspezies wurde 1861 von General John Hearsey aus Nordindien mitgebracht. Die Erstbeschreibung von dem schottischen Zoologen Adam White erschien 1862 in den Proceedings of the Entomological Society of London. Das Epitheton wurde Hearsey gewidmet.